# Категорії придатності до військової служби
Категорії придатності до військової служби — категорії, в описі яких визначається здатність людини служити в Збройних силах в цілому і зокрема нести службу в окремих видах і родах військ. Використовуються під час здійснення організованого призову громадян термінову військову службу, прийнятті на контрактну службу чи вступі до військових навчальних закладів.

## Україна
Категорії: 
а) придатний до військової служби за графами таблиці додаткових вимог до стану здоров'я «А» 1-11;
б) тимчасово непридатний до військової служби та потребує лікування (динамічного спостереження) на певний термін;
в) підлягає направленню на додаткове медичне обстеження та повторний медичний огляд;
г) непридатний до військової служби в мирний час, обмежено придатний у воєнний час;
ґ) непридатний до військової служби з виключенням з військового обліку.

## Історичні країни

### Російська імперія
У Російській імперії набір рекрутів також здійснювався з урахуванням їх загальнофізичного стану, проте не категоризувався. Тобто присутній під час огляду медичний чиновник міг або підтвердити придатність молодої людини до військової служби, або вважати його непридатним до неї. Примітно, що ці правила поширювалися в тому числі і на іноземців, що оселилися в Росії. Так, Звід Російських узаконень з військово-судової частини першої половини XIX століттяа містить такі вказівки:

Всѣхъ тѣхъ, коихъ общества имѣть у себя не пожелаютъ, и кои окажутся годными къ военной службѣ, обращатъ въ оную; негодныхъ же къ службѣ выходцевъ, непринимаемыхъ обществами, приписывать в рабочіе люди по уѣзднымъ городамъ, неблизкимъ однако жъ к границѣ.
— Свод Российских узаконений по военно-судебной части. 1828

## Інші країни

### Росія

#### Категорія «А»
«А» — придатний до військової служби, абсолютно здоровий і не має жодних проблем зі здоров'ям. Військовозобов'язані громадяни з такою категорією мають право проходити службу за контрактом (після служби за призовом) у спецпідрозділах, підрозділах антитерористичних операцій, у тому числі особливих підрозділах комендатури (військова поліція). Призовники з такою категорією можуть розраховувати на проходження служби в елітних військових частинах (морська піхота, повітрянодесантні війська, повітряно-космічні сили, підводні частини Військово-морського флоту).
- А1 — придатний без обмежень, патологій та відхилень здоров'я не має, серйозних захворювань не мав[5][6].
- А2 — придатний з обмеженнями на навантаження з наступним відбором, серйозно хворів, переніс серйозну травму (перелом кістки або струс мозку). Не перешкоджає проходженню служби у військах спеціального чи особливого призначення[5][6].
- А3 — придатний з обмеженням на навантаження з наступним відбором, показник призначення 3-го означає, що виявлені невеликі труднощі із зором (наприклад, короткозорість не більше 2 діоптрій).
- А4 — придатний з обмеженням на навантаження з наступним відбором, показник призначення 4-го означає, що виявлені невеликі труднощі зі стопою (наприклад, плоскостопість 1-го ступеня).

#### Категорія «Б»
«Б» — придатний до військової служби з незначними обмеженнями. На медичному огляді у призовника виявлені проблеми зі здоров'ям, які, однак, не перешкоджають призову на військову службу (наприклад, плоскостопість 2-го ступеня, сколіоз 2-го ступеня, деформація грудної клітки 2-го ступеня, короткозорість менше 6 діоптрій). Чим сильніше захворювання, тим нижче група (1—4) у категорії (А—Б), причому будь-яке наявне захворювання має відповідати критеріям у військово-медичному розкладі хвороб і не виходити за рамки нестройових типів хвороб. Наприклад, призовники строкової служби при отриманні певної групи в категорії Б будуть ставитись до бойових військових частин (групи 1-3) або до частин військового тилу (група 4). Такі бійці будуть приписані до обмежень. Якщо категорія А, то кандидат має право підписати контракт з військовими частинами елітних підрозділів, а також спецпідрозділи та комендантські підрозділи. Якщо ж кандидат отримав категорію Б із першою групою, то вибір військових підрозділів на службі за закликом та контрактом знижується.
- Б1 — частини спеціального призначення, морська піхота (МП), повітряно-десантні війська (ВДВ), повітряно-космічні сили (ВКС), десантно-штурмові військові частини (ДШВ), прикордонні війська (ПВ), частини військової розвідки (ГРУ)[5][6].
- Б2 — підводні човни, надводні кораблі; водії та члени екіпажів танків, самохідно-артилерійських установок, інженерних машин на базі танків та тягачів[5][6].
- Б3 — водії та члени екіпажів бойових машин піхоти, бронетранспортерів та пускових установок ракетних частин, мотострілельні частини, частини внутрішніх військ МВС Російської Федерації та ФСВНГ РФ (поза спецпідрозділами), караульні частини, протиповітряні частини, зенітно-ракетні частини, хімічні військові частини, спеціалісти та зберігання пального; зенітно-ракетні частини[5][6]
- Б4 — частини військових спецспоруд (інженерні війська, залізничні війська, дорожні війська), фахівці охорони та оборони бойових ракетних комплексів (ВОХР), частини зв'язку, радіотехнічні частини, технічні вантажні частини, частини матеріального забезпечення (МТО); решта збройних сил РФ, інших військ, військових формувань та органів[5][6].

При розподілі призовників частинами для подальшої служби часто не враховуються категорії придатності, особливо Б1—Б4. Бійців розподіляють за принципом кадрової нестачі.[джерело?]

#### Категорія «В»
«В» — обмежено придатний до військової служби. Призовник отримує звільнення від призову у мирний час і зараховується до запасу, також звільнені від призову на військові збори.
У воєнний час частково підлягає призову, для укомплектування частин другої черги (виходячи з резервної військової групи обліку РА), також частково підлягає призову на військові збори. Отримує військово-облікову спеціальність (ВУС) з цивільної спеціальності.
До 2005 року призовники з категорією «В» мали кожні три роки проходити переогляд. З 1 січня 2005 року обов'язкове переогляд скасовано (на підставі Постанови Уряду РФ № 886 від 31.12.2004).

#### Категорія «Г»
«Г» — тимчасово не придатний до військової служби. Дається відстрочка. Ця категорія дається на тимчасовій підставі внаслідок навчання громадянина призовного віку у закладах вищої освіти або наявності розладу здоров'я або травми (перелом кістки, дистрофія або надмірне ожиріння тощо). Така відстрочка передбачає можливість одужання. Відстрочення від призову за такою категорією придатності може надаватися мінімум на 6 місяців; можливе продовження цієї відстрочки. Після кількох відстрочок ставиться категорія В. Категорія В громадянам призовного віку може бути поставлена у разі проходження ВЛК внаслідок непридатності у мирний час.

#### Категорія «Д»
«Д» — не придатний до військової служби. Ця категорія звільняє призовника від призову та від військового обов'язку загалом. Призовникам з такою категорією видається військовий квиток, де зазначається абсолютна непридатність. Крім того, у паспорті ставиться відповідний штамп. Якщо цю категорію отримав співробітник Міноборони Росії при проходженні служби у зв'язку з отриманням поранень, що не дозволяє продовжувати службу, він поповнює собою військовий резерв, проте у зв'язку з фактом прийняття ним військової присяги він не може бути списаний до певного часу (вікова група резерву) і все ще буде військовозобов'язаним до списання (за віковою групою).
Такому співробітнику ставиться відмітка у військовому квитку із певною групою резерву (категорія 2). На відміну від категорії В, даному співробітнику буде приділено недостатню увагу під час військових зборів та вкрай високу у воєнний час.

#### Обмеження під час здійснення подальшої професійної діяльності, пов'язані з категорією придатності призовника
Якщо громадянин отримав категорії придатності В або Д, можливі обмеження при влаштуванні на роботу в подальшому. Наприклад, при спробі влаштуватися працювати такі організації, як МВС Росії, ФСБ Росії, ФСІН Росії, МНС Росії.
Ситуація змінилася із запровадженням нових положень «Про військово-лікарську експертизу» щодо того, що тепер передбачено повторний медичний огляд громадянина у зв'язку зі зміною стану його здоров'я, який раніше мав категорію придатності В. У разі успішного проходження повторного медичного огляду робиться відмітка у військовому квитку, де виставляється нова категорія придатності до служби А, чи Б. Таким чином, обмеження можна частково зняти при прийомі на службу до силових структур та відомств, перерахованих вище. Але це зовсім не означає, що військово-лікарські комісії відомств не вимагатимуть даних з військових комісаріатів, чому той чи інший громадянин був звільнений від військової служби на заклик. Запитані дані також будуть враховуватися при винесенні рішення щодо визнання кандидата придатним або непридатним до служби в тій чи іншій силовій структурі.
Існує також низка міфів про заборону на отримання прав водія. Однак найчастіше лише серйозні захворювання опорно-рухового апарату, захворювання органів чуття, психічні захворювання перешкоджають в отриманні прав водія, так, наприклад, серцеві захворювання рідко враховуються медичною комісією при встановленні можливості отримання прав водія. Однак деякі захворювання можуть перешкоджати не отриманню прав водія в цілому, а отриманню прав водія з окремою категорією або права займатися професійною діяльністю в даній сфері. Наприклад, водити автобус чи таксі.
У Росії її функціонує багато юридичних компаній та агентств, які за гроші допомагають призовникам звільнитися від призову та служби в армії (найчастіше це збирання необхідних медичних документів та допомога у спілкуванні зі співробітниками військкомату).

### США
Подібні категорії існували раніше і тривалий час застосовуються призовними установами інших країн. Так, наприклад, у Сполучених Штатах ще на початку XX століття діяли такі категорії (класи) придатності:
- Клас A: Фізично придатний до будь-якого роду військової служби
- Клас B: Придатний до військової служби з лікування від хвороби
- Клас C-1: (обмежена придатність; загальний) Не зовсім фізично придатний до військової служби, але придатний до Служби забезпечення там (англ. the Service of Supplies), або до військової служби у Сполучених Штатах
- Клас C-2: (обмежена придатність; спеціальний) Обмежено придатний виключно до військової служби у Сполучених Штатах на посаді, затвердженій уповноваженим медичним працівником
- Клас D: Не придатний для військової служби.

Згідно з інформацією членів американського Комітету класифікації військових кадрів, такі категорії суттєво полегшували роботу офіцерів, які здійснюють набір новобранців.

### Ізраїль
В Ізраїльській армії використовується система профілів. Профіль — це число від 21 до 97, яке визначається залежно від здоров'я призовника.
- 97 — абсолютно здоровий. Придатний до служби у всіх бойових частинах, включаючи «елітні».
- 82 — легка проблема (наприклад, дальтонізм). Придатний до служби у бойових частинах.
- 77 — хронічний нежить або підвищене потовиділення.
- 72 — середня проблема (астма, сильна короткозорість) — не придатний до піхоти, але придатний до інших бойових підрозділів.
- 65 — травма під час служби.
- 64 — серйозна проблема (целіакія, сильна астма і т. д.). Не придатний до служби у бойових частинах.
- 35 — діабет, проблеми зі слухом, епілепсія. Служба у тилу.
- 30 — добровольці. Отримавши 21-й профіль, подав прохання служити, і було вирішено, що він придатний до служби, враховуючи обмеження.
- 24 — тимчасово не придатний до служби.
- 21 — абсолютно не придатний до служби в армії по здоров'ю (душевному або фізичному).

### Республіка Білорусь
- «Г» — придатний (рос. — годен).
- «ГО» — придатний з обмеженнями.
- «НГМ» — не придатний до проходження служби у мирний час. Визнання призовника непридатним до військової служби є основою його звільнення від призову і зарахування до запасу Збройних Сил Республіки Білорусь (біл. Узброеныя Сілы Рэспублікі Беларусь у званні «рядовий» без проходження військової служби.
- «НДІ» — не придатний до проходження служби за винятком з військового обліку.
- «ВН» — тимчасово не придатний до проходження військової служби.
- «ДПС» — придатний до проходження військової служби поза ладом у мирний час.
- «ІНД» — категорія придатності до військової служби, військової служби у вигляді Збройних Сил, роду військ та військового формування, придатність за окремими військово-обліковими спеціальностями, до вступу до військових навчальних закладів, що визначається індивідуально.
- «НГ» — не придатний до проходження служби.

### Японія
Під час Японської імперії діяла така система категорій придатності до військової служби:
- Категорія I-А: придатний
- Категорія ІІ:
  - B-1: придатний із незначними обмеженнями
  - B-2: придатний з обмеженнями
- Категорія III-C: придатний до нестройової служби
- Категорія IV-D: абсолютно не придатний
- Категорія VE: не визначено, потрібне подальше обстеження